# Barbacenia gounelleana
Barbacenia gounelleana là một loài thực vật có hoa trong họ Velloziaceae. Loài này được Beauverd miêu tả khoa học đầu tiên năm 1907.